# Кицики, Беата
Беа́та Кици́ки (греч. Μπεάτα Κιτσίκη, в девичестве Меро́пи Петиха́ки, Μερόπη Πετυχάκη; 14 [27] июля 1907, Ираклион — 7 февраля 1986, Афины) — греческая феминистка и коммунистка. Жена инженера, политика и ректора Афинского политехнического университета Никоса Кицикиса и мать профессора международных отношений Оттавского университета Димитриса Кицикиса

## Детские годы
Беата Кицики, рождённая Меропи Петихаки, родилась в городе Ираклион на острове Крит, в 1907 году.
Её отец, Эммануил Петихакис (1842—1915), был критского происхождения, но обосновался в Каире, в качестве предпринимателя.
Здесь он женился на Коринне, дочери Давида Антониадиса, графа д’ Антонио, греко-итальянца из Триеста. Коринна родилась в 1861 году в Каире и умерла в Афинах в 1925 году.
В свою очередь, мать Коринны, Анна, была француженкой и имела 16 детей: 8 из них были крещены католиками, 8 православными. Среди последних была и Коринна.
Отец Беаты, Эммануил Петихакис, имел 12 детей. Все родились в Каире, кроме последнего ребёнка, Беаты, которая родилась в Ираклионе в 1907 году. К тому времени Эммануил Петихакис вернулся на Крит, убегая от тифа в Египте, поразившего также его детей.
Сам Эммануил Петихакис умер в 1915 году. Его вдова, Коринна, бывшая на 19 лет моложе своего мужа, вышла вновь замуж, за юриста семьи и её одногодку Аристида Стергиадиса, который стал отчимом Беаты.
Впоследствии Стергиадис стал губернатором Смирны в 1919—1922 годах, когда город и прилегающий регион был под греческим контролем и взял Беату с собой в Смирну.

## Замужество
Вернувшись в Ираклион в 1921 году, Беата познакомилась с профессором Афинского политехнического университета Никосом Кицикисом, возглавлявшим в тот период строительство порта в Ираклионе. Кицикис взял её с собой в Афины, где она вышла за него замуж в 1923 году. Беата жила в аристократическом районе Колонаки и вращалась в аристократических кругах греческой столицы.
Здесь у неё родились трое детей: Беата, Эльза и Димитрис.
Во время греко-итальянской войны 1940—1941 годов, чтобы оказать помощь раненным, поступающим с фронта, вместе с другими дамами аристократического Колонаки, Беата работала добровольно медсестрой в соседней больнице «Эвангелизмос», рядом с хирургом, коммунистом Петросом Коккалисом, который оказал на неё идеологическое влияние. По причине многочасовой работы и недоедания, Беата получила язву желудка, которая мучила её всю оставшуюся жизнь.

## Коммунистка
В годы последовавшей тройной, германо-итало-болгарской, оккупации Греции Беата стала участницей Сопротивлении и, вместе с мужем, вступила в Национально-освободительный фронт (ΕΑΜ).
После освобождения страны вступила в Коммунистическую партию Греции (ΚΚΕ) и в коммунистическую милицию ΟΠΛΑ (Организация охраны народной борьбы).

## Трибунал
9 апреля 1948 года, в разгар Гражданской войны, Беата предстала перед чрезвычайным военным трибуналом Афин, обвиняемая в шпионаже в пользу подпольной Коммунистической партии Греции (ΚΚΕ) и Демократической армии Греции (ΔΣΕ).
В тот период её муж был ещё председателем Греко-советского союза.
Беата была приговорена к смертной казни. Членами трибунала были люди, пригорворённые в оккупацию греческими партизанами к смерти".
Несмотря на пытки, Беата не подписала отречение от своих идей и стала героиней у части молодёжи. Многие девочки, родившиеся в тот период, получили имя Беата.
1 мая 1948 года, министр юстиции Христос Ладас, подписавший смертный приговор Беаты, был убит членом ΟΠΛΑ.
Газеты стали обвинять Беату, что она из тюрьмы дала указание ΟΠΛΑ убить министра.
Монархистское правительство приняло беспрецедентные ответные меры. В последующие дни были расстреляны более 200 коммунистов и участников Сопротивления:872.
Несмотря на это и благодаря всеобщему уважению к её мужу, Никосу Кицикису, Беата не была расстреляна. Беата была освобождена в конце 1951 года, после окончания Гражданской войны.
Но её здоровье было подорвано и пытки повлияли на её душевное равновесие.

## Укрепляя греко-китайские отношения
На Всемирном конгрессе мира в Стокгольме, в конце 1955 года, в период когда Китайская Народная Республика не была официально признана греческим правительством, китайские делегаты обратились к Никосу Кицикису продвинуть в Греции интересы КНР, не признаваемой Западом.
Беата взялась за создание Союза дружбы Греция — Народный Китай, получившего вскоре большое признание в греческом обществе.
В сотрудничестве с издательством Фексиса, были переведены и изданы на греческом языке десятки китайских литературных и политических работ, включая Собрание сочинений Мао Цзэдуна.
В результате большого числа греческих делегаций в КНР и распространения маоистской идеологии среди греческой молодёжи, Китай стал широко известен в греческом обществе.
Беата совершала поездки в Китай почти каждый год и стала дружна со многими китайскими лидерами и, лично, с Мао Цзэдуном.
Хотя военный переворот 21 апреля 1967 года прервал её деятельность, военная хунта, оказавшись в международной изоляции, была вынуждена признать КНР.
Беата, преследуемая военным режимом, сумела бежать из Греции, используя поддельный швейцарский паспорт и обосновалась во Франции, у своих детей.
Беата вернулась в Грецию после падения хунты, в 1974 году.
Её муж, Никос Кицикис, умер в 1978 году.
Сама Беата умерла 7 февраля 1986 года, и была похоронена с почестями компартии Греции и китайского правительства.